# 1945 en Lorraine
Chronologie de la Lorraine
- 1941
- 1942
- 1943
- 1944
- 1945
- 1946
- 1947
- 1948
- 1949

Cette page est une liste d'événements qui se sont produits durant l'année 1945 en Lorraine.

## Contexte
- À Nancy, sur approximativement 3 800 Juifs nancéiens en 1939, 700 ne reviendront pas de déportation, dont le grand rabbin Haguenauer resté à Nancy et déporté sans retour avec son épouse vers Auschwitz.

- « Après l’armistice du 8 mai 1945, l’augmentation importante du nombre d’étudiants bouleverse la vie universitaire : il passe de 3 890 en 1947 à 23 000 en 1971. Après la guerre, le public universitaire devient plus féminin (63 % des étudiants en Lettres et 55 % en Pharmacie). Cependant elles ne représentent qu’un tiers des effectifs globaux. »[1]

- 130 000 Alsaciens (100 000) et Lorrains (30 000 Mosellans) ont subi l’incorporation forcée dans les armées nazies durant le conflit.

- À Metz, l'abbaye Saint-Clément devient un centre de rapatriement pour les prisonniers, déportés et réfugiés[2]

## Événements

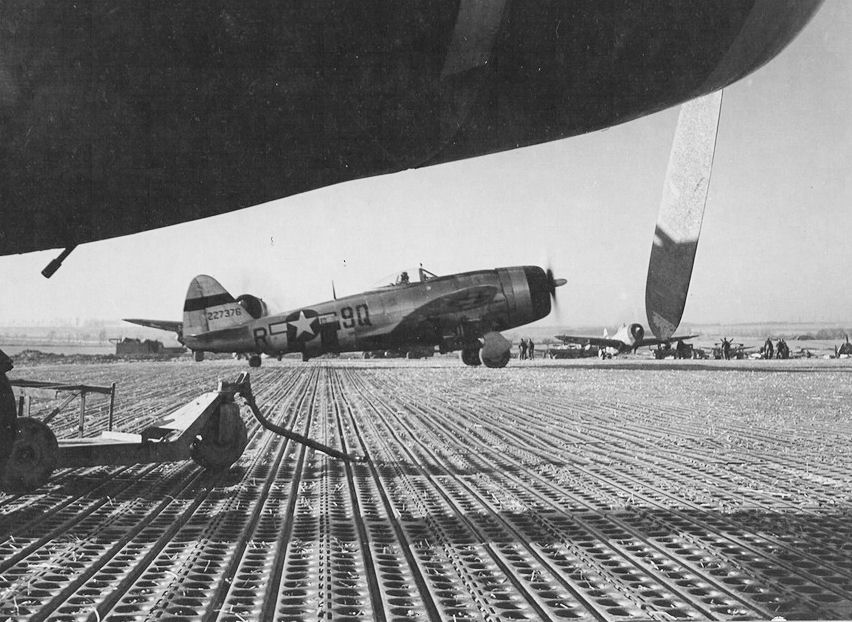
P-47D du 404th Fighter Squadron / 371st Fighter Group sur le terrain Y-1 de Tantonville en janvier 1945

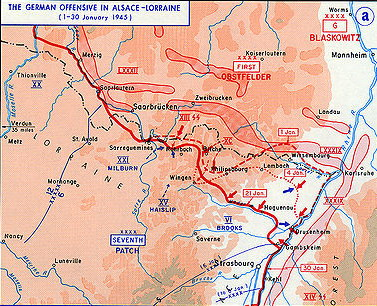
Front en Lorraine, le 1er janvier 1945

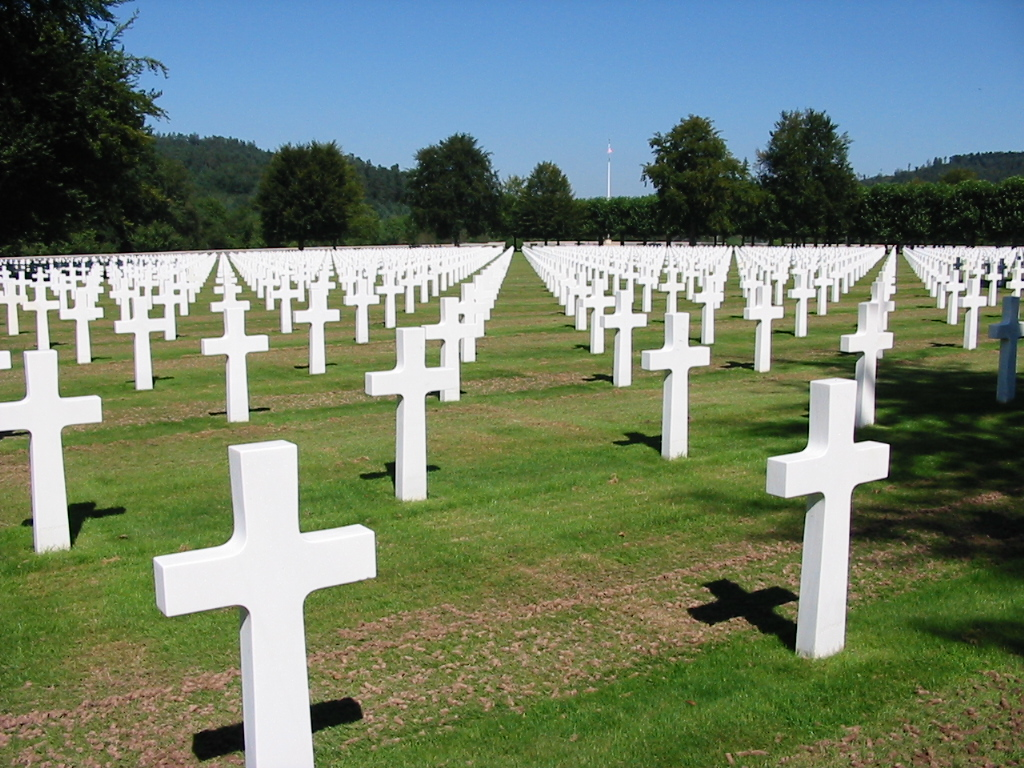
Le Mémorial Américain du Quéquement.

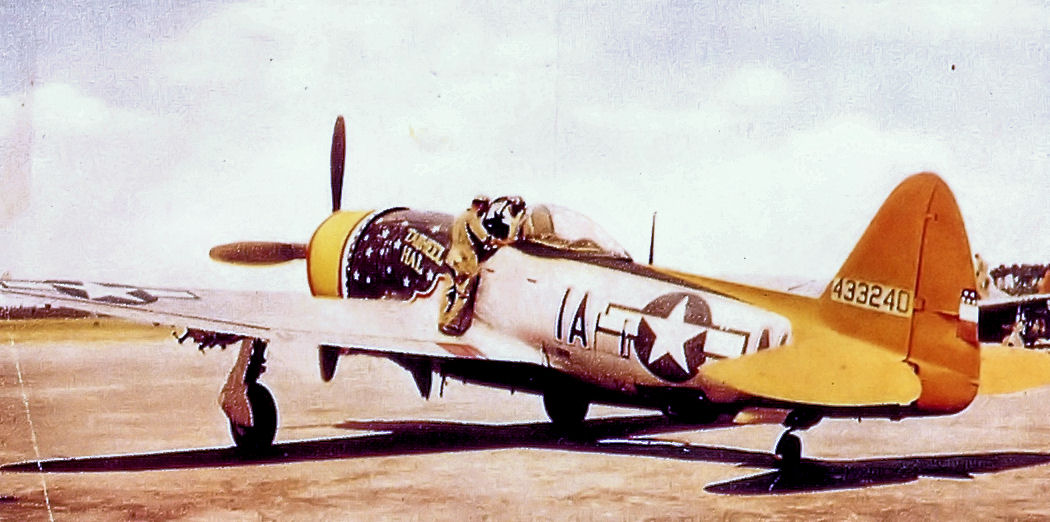
P-47D du 358th Fighter Group à Toul en janvier 1945.

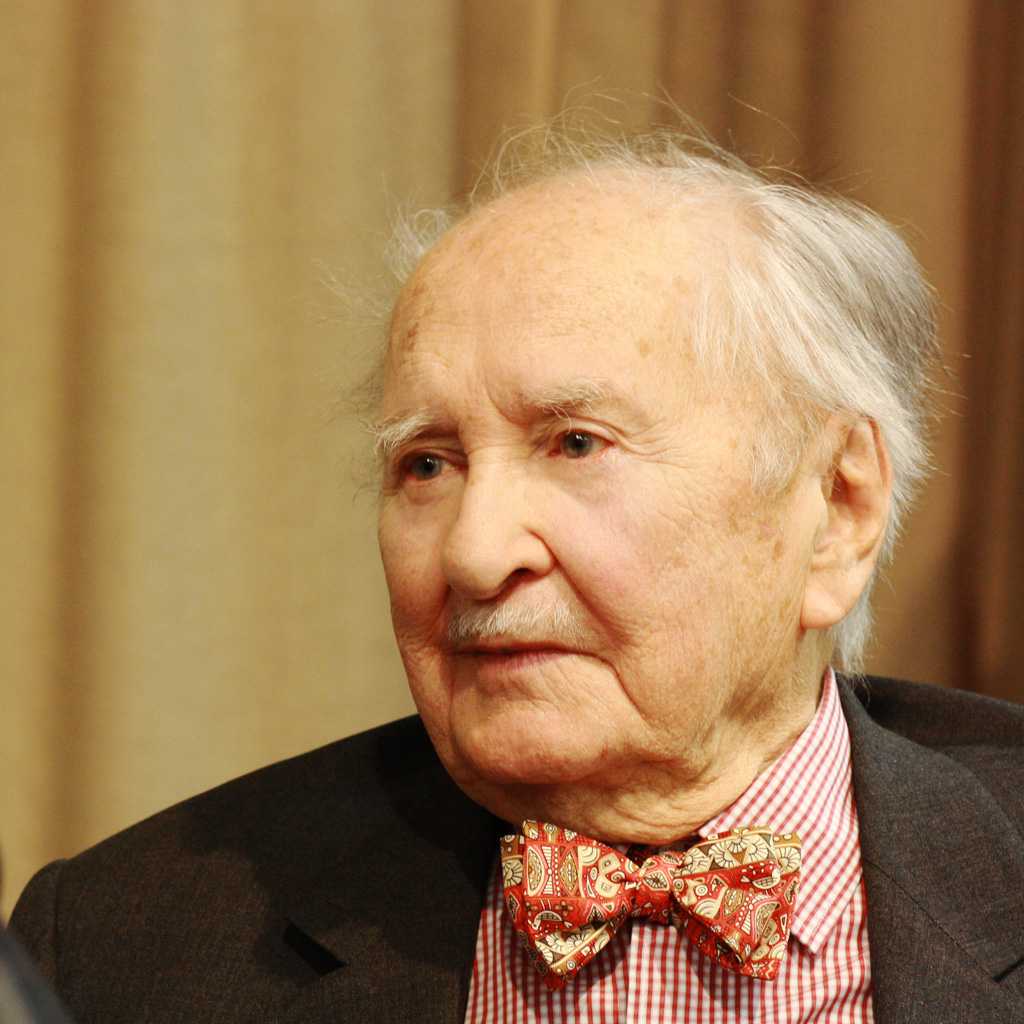
Robert Chambeiron.

- Création de l'Association Technique de l'Importation Charbonnière ou ATIC Services, entreprise qui couvre l’ensemble de la chaîne logistique associée à l’activité charbonnière.
- La reconstruction du FC Metz s'annonce quasi impossible. Toutes les infrastructures du club ont été détruites, le stade est inondé, les joueurs dispersés… Consciente de la situation catastrophique du club, la Fédération française de football lui accorde trois mesures exceptionnelles :
  - tout joueur sous contrat avec le FC Metz en 1940 est obligé d'y revenir ;
  - le FC Metz est admis d'office en Division 1 ;
  - le FC Metz ne peut être relégué lors de cette saison (ces deux dernières mesures concernent également le RC Strasbourg).
- à Nancy, depuis 1945 au quartier Trois-Maisons se déroule une fête de la mirabelle[3].

### Janvier
- 8 janvier :  la monnaie Allemande n'a plus cours en Moselle.

### Février
- 1 février : renaissance de l'Est Républicain, dont la parution avait cessé en 1940[4]

### Mars
- Deux camps installés à Longuyon et Dombasle-sur-Meurthe accueillent les premiers prisonniers français de retour d'Allemagne[5].
- 14 mars : libération de Forbach.
- 15 mars : lancement de l'opération Undertone.
- 16 mars : la 100e Infantry Division prend Bitche le 16 mars 1945, mettant ainsi un terme à la Campagne de Lorraine[6].
- L'ordonnance du 23 mars instaure un monopole d'État sur la radiodiffusion. Radio Nancy passe alors sous la direction de l'établissement public chargé de ce monopole, la Radiodiffusion française (RDF), qui instaure 9 régions radiophoniques, dont une nouvelle en Lorraine. La station est rebaptisée Radio Lorraine en avril et son émetteur passe à 10 kW.
- 21 mars : les derniers villages du Bitcherland sont libérés[5].

### Avril
- 24 avril : un Douglas C-47A-5-DK (DC-3) de l'United States Army Air Force s'écrase au décollage de Metz-Advanced Landing Ground Y-34 (Future BA-128 de Metz-Frescaty)[7].

### Mai
- 3 mai : un Douglas C-47A-75-DL (DC-3) de l'United States Army Air Force s'écrase accidentellement à Sarreguemines[8].
- 8 mai 1945 : Toul Air Base est rendue aux autorités françaises.
- 9 mai : un Douglas C-47B-5-DK (DC-3) de l'United States Army Air Force est très fortement endommagé lors d'un accident au décollage de Rosières en Haye Advanced Landing Ground A-98  (Future BA-136 de Toul-Rosières)[9].

### Juin
- 22 juin : Georges Mazerand est nommé délégué à l'Assemblée consultative provisoire en sa qualité de déporté[10].

### Septembre
- 12 septembre : le 21st General Hospital de Mirecourt cesse ses activités[11].

### Octobre
- 21 octobre : élections législatives (première Assemblée constituante). Sont élus députés de Meurthe et Moselle : Henry Grouès, dit l’abbé Pierre[12] et Pierre-Olivier Lapie. Battu le 2 juin 1946, il est en revanche élu le 10 novembre suivant et reste député socialiste SFIO (Section française de l'Internationale ouvrière) jusqu’en 1958.
- 21 octobre : élections législatives, sont élus députés de la Moselle : Jacques Baumel - UDSR; Émile Engel - MRP; Alfred Krieger - UDSR; Pierre Muller - PCF; Robert Schuman - MRP; Robert Sérot - RI et Jules Thiriet - MRP
- 21 octobre : élections législatives, sont élus députés des Vosges :  André Diethelm (gaulliste); André Barbier (gaulliste); Maurice Poirot (SFIO); Robert Chambeiron (URR) et Marcel Poimbœuf (MRP)

### Novembre
- Novembre 1945 : fondation par Pierre André de l'Action républicaine lorraine[13].Il souhaite regrouper les modérés autour d'un noyau de jeunes résistants et prendre ainsi la place qu'occupait avant la guerre la Fédération républicaine de Louis Marin, député de Nancy depuis 1905.
- 5 novembre : le contrôle de la base de Nancy-Ochey est rendu à la France.

## Inscriptions ou classements aux titre des monuments historiques
- En Meurthe-et-Moselle : ; Église des Cordeliers de Nancy[14]; Hôtel de Chastenoy à Nancy[15]; Pavillon à l'est de la porte de la Craffe[16]; Pavillon à l'ouest de la porte de la Craffe[17];

- Dans les Vosges : Couvent des Cordeliers des Thons[18]

## Naissances

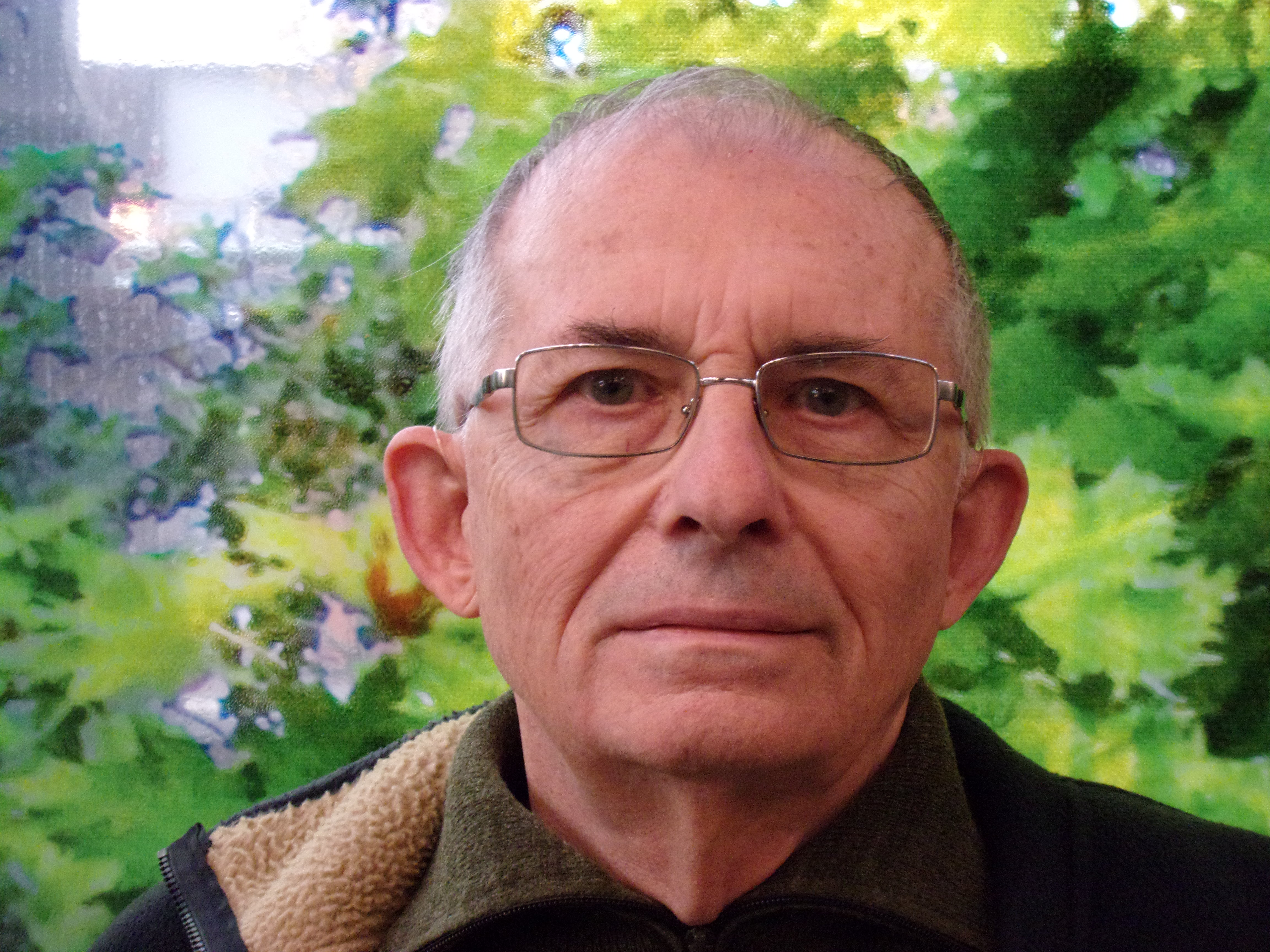
Raymond Iss.

- Gérard Lespinasse, né à Thionville, joueur français de basket-ball.
- 12 janvier dans les Vosges : François Petitdemange, karatéka français[19].
- 15 janvier à Thionville : Claude Hausknecht, footballeur français qui évoluait au poste de milieu de terrain.
- 19 janvier à Mirecourt : Roger Viry-Babel, mort en 2006 à Nancy, universitaire et cinéaste français. Pionnier de l'enseignement de l'audiovisuel à l'université, il a consacré sa vie à lier un travail cinéphilique, pédagogique et régionaliste. Il se définissait comme un saltimbanque.
- 15 mai à Trieux : Marc Paygnard, photographe français, proche du courant de la photographie humaniste, connu pour ses photographies humoristiques. Il vit à Vesoul dans la Haute-Saône.
- 31 mai à Nancy : Anne-Marie Schaffner, femme politique française.
- 24 juin à Thaon-les-Vosges : Joëlle Bourgois, née Joëlle Lombard-Platet[20], morte le 24 août 2015[21],[22] dans le 10e arrondissement de Paris[23], diplomate française.
- 2 juillet à Pont-à-Mousson : René Woltrager, footballeur français. Il évolue au poste de défenseur.
- 4 août à Remiremont : Jean-Loup Rouyer, mort le 28 décembre 2007 à Paris, joueur français de tennis. Polytechnicien[24].
- 13 août à Igney  : Gilles Laporte, écrivain, scénariste, homme de radio-télévision et conférencier français.
- 15 août à Faulquemont : Jean-Marie Spaeth, syndicaliste français.
- 4 septembre à Briey : Philippe Rousselot, directeur de la photographie et réalisateur français[25].
- 14 septembre à Bruyères : Bernard Kleindienst, mort le 18 février 2018 à Champigny-sur-Marne[26], auteur-réalisateur de films documentaires français.
- 29 septembre à Jarny : Antoine Corgiatti, footballeur français ayant évolué comme milieu de terrain à l'Amicale de Lucé dans les années 1970.
- 11 novembre à Metz : Jacques Mercier, chef d'orchestre français.
- 13 novembre à Saint-Maurice-sur-Moselle : Pierre Pelot[27], de son vrai nom Pierre Grosdemange, écrivain français. Il est extrêmement prolifique, on lui attribue près de 200 titres. Il écrit également sous les pseudonymes de Pierre Suragne (l'utilisation d'un pseudonyme était imposée par le Fleuve noir de 1972 à 1980) et Pierre Carbonari (seulement pour quelques nouvelles).
- 21 novembre à La Bresse  : Jean-Marie Poirot, mort le 1er mai 2015 à Bourg-en-Bresse, sauteur à ski français.
- 24 novembre à Phalsbourg : Pierre Veltz, ingénieur, sociologue et économiste français, spécialiste de l'organisation des entreprises et des dynamiques territoriales. Il est président-directeur général de l’Établissement public Paris-Saclay de 2010 à 2015.
- 27 novembre à Nancy : William Flageollet[28], ingénieur du son français dans la musique et le cinéma. Il a participé au mixage de plus de 120 films et a réalisé l'enregistrement et le mixage de plusieurs centaines de musiques de films. Il a été nommé plusieurs fois pour le César du meilleur son, qu'il a reçu deux fois, en 1987 pour Autour de minuit, et en 1994 pour Trois Couleurs : Bleu.
- 5 décembre à Metz : Raymond Iss, romancier et nouvelliste français, spécialisé dans le fantastique et la science-fiction.
- 17 décembre à Maxéville : Jean-Pierre Cattenoz, évêque catholique français, archevêque émérite d'Avignon.
- 20 décembre à Russange : Michel Genson, joueur et entraineur de volley-ball. Il est actuellement le manager général du Vannes Volley-Ball. Ancien international entre 1969 et 1975 et capitaine entre 1972 et 1975[29], il évoluait au poste de réceptionneur-attaquant.

## Décès
- George Chepfer, né le 13 décembre 1870 à Nancy, chansonnier, humoriste lorrain, participa à quelques films.
- 16 février à Sarreguemines : Erwin Wegner (né le 5 avril 1909 à Szczecin), athlète allemand spécialiste du 110 mètres haies.
- 24 février à Nancy : Léon Céline Marius Bajolle  (1856-1945) est un général de division français dont le nom est associé à la Première Guerre mondiale.
- 14 mars à Nancy : Pierre Boyé, né le 11 août 1869 à Lunéville , avocat, homme de lettres et historien français[30]. Il a principalement concentré ses travaux sur Stanislas Leszczynski et a eu un rôle important dans les relations franco-polonaises.
- 12 juillet à Nancy : Maurice Lepage, né le 24 décembre 1904 à Noviant-aux-Prés[31], plongeur français, engagé français aux Jeux olympiques d'été de 1928 en plongeon tremplin à 3 mètres hommes.
- 29 octobre à Delme (Moselle) : Charles François, homme politique français né le 14 décembre 1874 à Malaucourt-sur-Seille (Moselle).
- 19 décembre à Craincourt (Moselle): Louis Hackspill (1871-1945), religieux catholique et un homme politique français, né le 29 juin 1871 à Bouzonville en Lorraine. Il fut député allemand au Landtag d'Alsace-Lorraine de 1911 à 1918, puis député français de 1919 à 1924.